# Долне Бабине (община Соколац)
Долне Бабине (на сръбски: Доње Бабине) е село в Босна и Херцеговина, разположено в община Соколац, в ентитета на Република Сръбска. Намира се на 1100 метра надморска височина. Населението му според преброяването през 2013 г. е 24 души, от тях: 18 (75,00 %) сърби, 6 (25,00 %) бошняци.

## Население
Численост на населението според преброяванията през годините:
- 1961 – 407 души
- 1971 – 450 души
- 1981 – 412 души
- 1991 – 315 души
- 2013 – 24 души